# Mini Moni
Mini Moni a fost o trupă de fete formată în anul 2000 de Mari Yaguchi, Mika Todd, Ai Kago și Nozomi Tsuji. S-a desființat în 2004 și reînființat în 2009 de patru fete.